# Murmania antiqua
Murmania antiqua Martynov, 2006 è un mollusco nudibranchio, unica specie nota del genere Murmania e della famiglia Murmaniidae.